# یکشنبه (فیلم ۲۰۰۲)
«یک‌شنبه» (انگلیسی: Sunday (2002 film)) یک فیلم است که در سال ۲۰۰۲ منتشر شد. از بازیگران آن می‌توان به کیران مک‌مینامین، کریستوفر اکلستون و کنی دوغتی اشاره کرد.